# خالد الحجاجي
خالد علي الحجاجي، لاعب كرة قدم قطري , من مواليد 14 يوليو 1999 . لعب سابقاً مع نادي الخريطيات.

## روابط خارجية
خالد الحجاجي على موقع Soccerway.com (الإنجليزية)